# Lijst van personages uit Police Academy
Dit is een lijst van vaste personages die meespelen in de Police Academy-films en -televisieseries.

## Eric Lassard
Lassard is de commandant van de academie en behoort daarom tot de hoogste rangen van de politie. Hij leidt de academie en de rekruten met een vaderlijk toezicht, maar is af en toe een beetje dement, excentriek en wereldvreemd. Zijn leeftijd is niet bekend, maar wordt geschat op een jaar of 70. In de eerste twee films is hij nog een bijpersonage maar in de delen daarna komt hij steeds meer in het middelpunt te staan. In de 5e film draait alles zelfs om hem.
Lassard is getrouwd. Zijn vrouw was even kort te zien in de eerste film, maar werd daar niet bij naam genoemd. Verder heeft hij een broer, Peter Lassard (die kapitein is van een politiebureau in de stad en een rol speelt in de tweede film), en een neef, Nick (die aanvankelijk voor de politie van Miami werkte).
Lassard heeft 1 grote trots: zijn goudvis, die hij in de films overal mee naartoe neemt. In de eerste film zegt hij tegen Mahoney dat de vis van een vriend van hem is. Zijn favoriete hobby is golf. Op het terrein van de academie verplaatst Lassard zich altijd met een golfkarretje, en hij speelt geregeld golf in zijn eigen kantoor.
In de films verloor Eric driemaal bijna zijn baan. In de derde film werd zijn academie bedreigt met sluiting toen de gouverneur besloot dat er nog maar ruimte was voor 1 academie in zijn staat. In de vijfde film moest hij volgens de wetgeving van de politie met pensioen, maar na het moedige optreden van hem en zijn agenten in Miami werd voor hem een uitzondering gemaakt. In de zesde film werd Lassard ervan beschuldigt het lek te zijn in het politiekorps dat cruciale informatie doorgaf aan de Wilson Heights Gang.
In de loop der serie verandert Lassards personage. In de eerste film is hij nog een respectabel persoon, terwijl hij in de laatste film vaak door naïviteit en domheid blunders maakt.

## Carey Mahoney
Carey Mahoney is gedurende de eerste vier films een van de hoofdpersonen. Hij is de slimste van alle agenten in opleiding en staat voor iedereen klaar. Ook krijgt hij alle vrouwen achter zich aan.
In de eerste film was hij een veelpleger die ondanks dat hij behoorlijk sympathiek is zich toch met kleine overtredingen telkens weer in de nesten werkt. Bij wijze van alternatieve straf moest hij de opleiding tot agent volgen. Aanvankelijk wilde hij zo snel mogelijk weggestuurd worden, maar hij ging de opleiding waarderen en werd toch agent.
Van alle agenten op de academie haten Harris en Mauser hem het meest. Mahoney is op zijn beurt degene die vaak Harris en Mauser te grazen neemt met sluwe plannen en streken. Vooral zijn respectloze humor speelt hierbij een rol.
Aan het einde van de vierde film vloog hij met zijn geliefde weg in een heteluchtballon. Daarna is er niets meer van hem vernomen in de films.
De producer van de films, Paul Maslansky, wilde eigenlijk Michael Keaton, Tom Hanks of Judge Reinhold voor de rol van Mahoney.

## Larvell Jones
Larvell Jones was in de eerste film net als Mahoney opgepakt door de politie en is door Mahoney mee genomen naar de academy.
Jones is een man die in staat is om geluiden na te doen door alleen maar met zijn lippen te bewegen. Hier staat hij dan ook het meest bekend om bij fans van de films. Hij kan bijvoorbeeld geluiden nadoen van een geweer, een toeter, enzovoort. De geluiden die hij maakt zijn zo levensecht dat veel mensen niet doorhebben dat hij de geluiden nadoet. Dit talent gebruikt hij voor zowel nuttige dingen als voor practical jokes.
Jones kan ook heel goed karatevechten en weet vijanden dan ook makkelijk uit te schakelen. Hij heeft de neiging als hij vecht altijd Bruce Lee te imiteren (inclusief diens uitspraken).
Jones is het enige personage dat in alle films, de televisieserie en de animatieserie voorkomt.

## Eugene Tackleberry

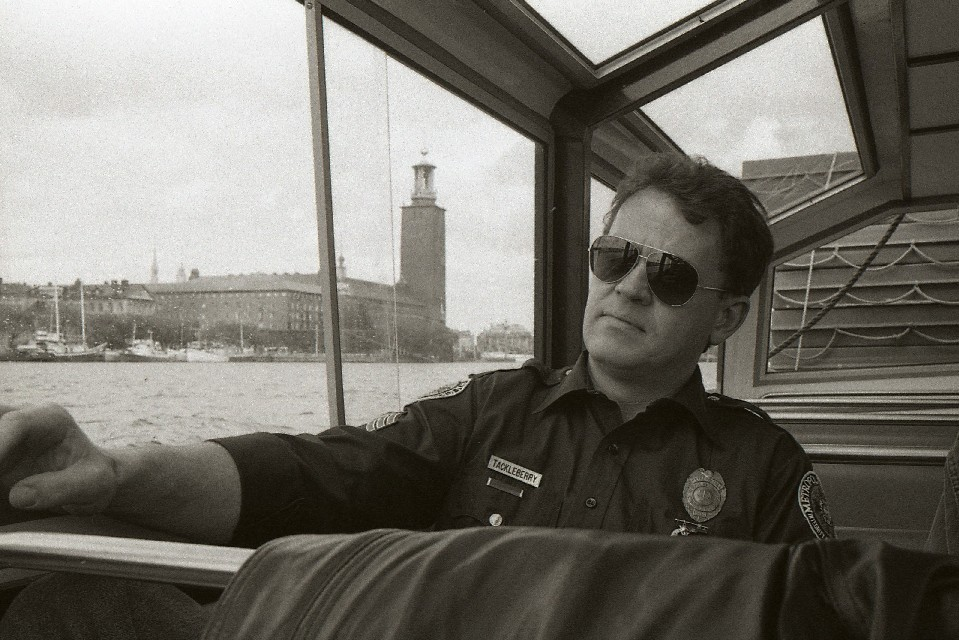
Tackleberry

Tackleberry is de wapenfreak van de academie. Hij wordt in de films vaak als een soort Rambo neergezet. Elk wapen dat hij ziet zou hij het liefst uit willen testen en zelfs het simpelste probleem lost hij op door vuurwapens te gebruiken (zo schiet hij de sigaar van iemand kapot die rookt op een rookvrije plek). Hij gebruikt dan ook vrijwel nooit zijn standaard politiepistool, maar altijd een zwaarder vuurwapen zoals een machinegeweer of een magnum. Zijn favoriete wapen is een grote revolver die hij van zijn moeder heeft gekregen.
Tackleberry is een echte driftkikker die niet wil dat zijn wapens worden afgepakt. Hij doet over het algemeen meer denken aan een soldaat dan aan een politieagent. Toch heeft hij ook positieve kanten. Zo hielp hij Sweetchuck in de derde film toen die de opleiding wilde verlaten.
In de tweede film werd Tackleberry verliefd op Kathleen Kirkland, en de twee trouwden uiteindelijk. Hierdoor werd in de film erop ook Tackleberry’s schoonfamilie geïntroduceerd, met komische gevolgen.
Tackleberry’s hobby is saxofoon spelen.
Tackleberry komt in alle 7 delen van Police Academy voor. David Graf, de acteur die hem speelt, is in 2001 overleden. Derhalve is het onwaarschijnlijk dat Tackleberry in de geplande achtste film zal meespelen.

## Moses Hightower
Moses Hightower is een boomlange (2,01 meter) supersterke man die heel goed kan basketballen. Voordat hij bij de academie ging werken was hij bloemist, maar dat is dan ook het enige wat over zijn verleden en zijn privé-leven onthuld wordt.
Hightower breekt vaak dingen en gebruikt over het algemeen brute kracht om schurken te arresteren. Maar diep van binnen is hij eigenlijk een van de meest zachtaardige agenten. Hij dreigt dan ook meer geweld te gebruiken dan dat hij werkelijk geweld gebruikt. De 6e film is de enige waarin hij toegaf echt kwaad te zijn (toen Ox, een van de Wilthon Heights Bendeleden, een lading puin op hem gooide).
In de films redt Hightower Harris tweemaal: in de eerste film en in de vijfde. Dit levert hem uiteindelijk de promotie tot luitenant op.
Hightower komt in de eerste zes films voor.
De acteur Bubba Smith, die Hightower speelt, is op 3 augustus 2011 overleden.

## Laverne Hooks
Hooks is een klein uitgevallen vrouw. Ze lijkt onschuldig met haar piepstem, maar schijn bedriegt. Als niemand naar haar luistert of als het haar te veel wordt kan ze opeens hard gaan gillen en behoorlijk dreigend overkomen. Hier schrikken veel mensen zo van dat ze wel ontzag voor haar krijgen. Als ze een crimineel inrekent schreeuwt ze altijd op barse toon "DON'T MOVE, DIRTBAG!!!!"
Hooks komt in de eerste zes films voor. Over haar privé-leven wordt in de films niets onthuld.
De actrice Marion Ramsey, die Hooks speelt, is op 7 januari 2021 overleden

## Debbie Callahan
Debbie Callahan is een van de instructeurs van de academie. Ze is een dominante, blonde, volborstige vrouw die meestal gekleed is in een strak trainingspak. Ze kan heel goed vechten en geeft dan ook voornamelijk les in vechtsporten. Ook bij het veldwerk toont ze geregeld haar vechtkunsten.
Vanwege haar uiterlijk zijn veel mensen verliefd op haar en willen ze wel een keer met haar vechten. Callahan komt op de 2e film na in alle films voor.

## Douglas Fackler
Doug Fackler is een heel onhandige man, die altijd onbedoeld een spoor van rampen en vernielingen achterlaat. Iedereen die bij hem in de buurt komt is de dupe van zijn onhandigheid en daardoor krijgt men het zwaar te verduren. Dat geldt ook voor de boeven, die door Fackler dan ook makkelijk uit te schakelen zijn (ook al is dat niet zijn bedoeling).
Douglas is getrouwd. In de eerste film was zijn vrouw er fel op tegen dat hij bij de politie zou gaan, maar in de derde film ging ze zelf ook bij de politie. Ironisch genoeg is in deel 3 hij tegen het plan dat zijn vrouw bij de politie gaat.
Fackler komt in deel 1, 2, 3 en 6 van Police Academy voor. Van alle hoofdpersonages heeft hij de minste schermtijd.

## Zed
Zed is een nogal rare man met vreemde trekjes. Hij gilt vaak en al zijn problemen lost hij ook op door te gillen. Hierdoor is Zed erg geliefd bij de fans van Police Academy. Hij lijkt het ene moment hyperactief, terwijl hij het andere moment zeer gevoelig is.
Zed is in de tweede film de leider van een graffitibende die verantwoordelijk is voor een hele reeks overvallen in de stad. Hij wordt aan het einde van die film gearresteerd, maar na zijn vrijlating gaat hij in de derde film bij de politie werken. Hier wordt hij 'dikke maatjes' met Sweetchuck.
In de vierde film wordt hij verliefd op Laura, een deelnemer van het C.O.P. project.
Zed komt in deel 2, 3 en 4 van Police Academy voor.

## Sweetchuck
Sweetchuck is een klein mannetje. In de tweede film is hij eigenaar van een lampenwinkel die vaak het doelwit is van de bende van Max Zed. Eigenlijk heet hij Schweechuk, wat te zien is aan een bord in zijn lampenwinkel.
In de derde film gaat hij bij de politie werken, waar hij wederom Zed ontmoet. De twee zijn uitgerekend kamergenoten en krijgen vaak ruzie. Hierdoor krijgt Sweetchuck het zwaar te verduren en wil hij niet meer bij de politie werken. Gelukkig wil Tackleberry Sweetchuck helpen om te zorgen dat Sweetchuck wat sterker in zijn schoenen staat.
Sweetchuck komt in deel 2, 3 en 4 van Police Academy voor.

## Nick Lassard
Nick Lassard is het neefje van Commandant Lassard en een politieagent in Miami. De agenten van de academie ontmoeten hem voor het eerst in de vijfde film wanneer ze naar Miami gaan. In de zesde film werkt Nick opeens voor de politie in de naamloze stad van de andere films.
Nick is in de vijfde en zesde film een soort vervanger van Mahoney. Hij is de slimste van de agenten die telkens voor iedereen klaarstaat en altijd Harris te grazen neemt. De reden dat dit gedaan is, is omdat Mahoney in de eerste vier films min of meer de hoofdpersoon was.
Nick doet in de vijfde en zesde film mee.

## Thaddeus Harris

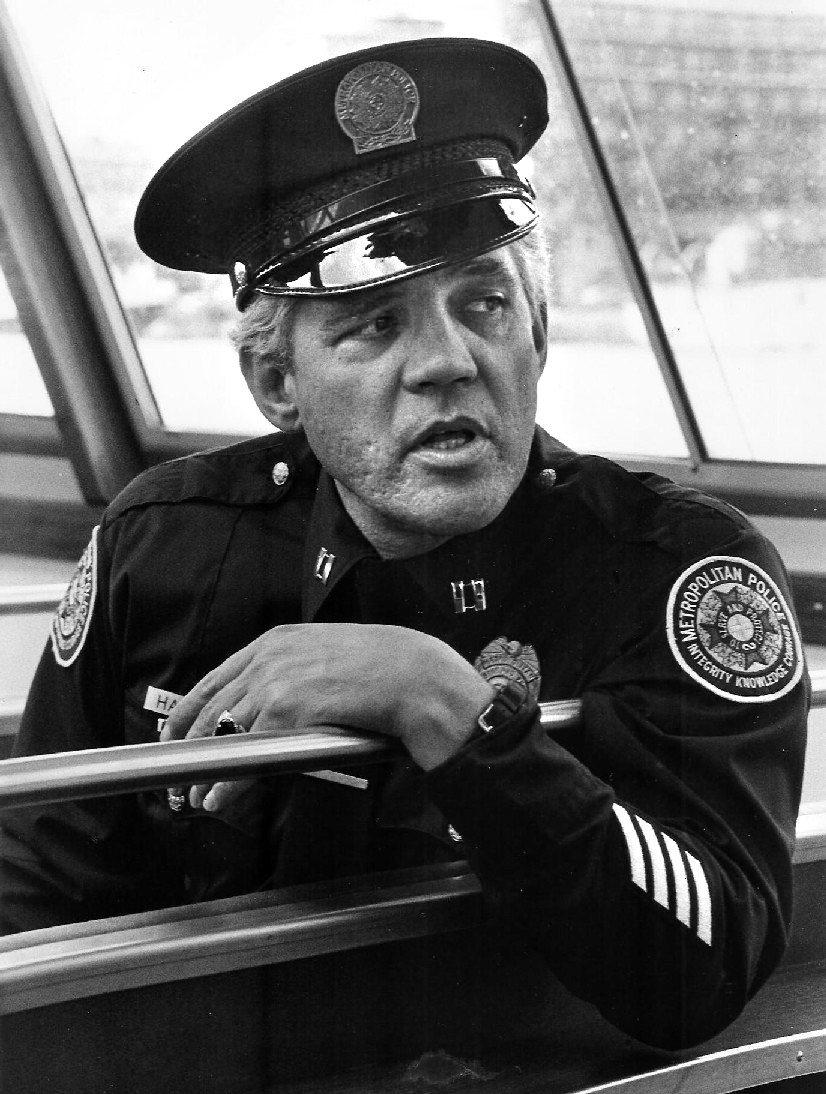
Thaddeus Harris

Harris is de meest bekende tegenspeler van de hoofdpersonen. In de eerste film is hij een onsympathieke instructeur aan de academie. Hij is degene die in deze film het meest walgt van het zooitje ongeregeld dat zich heeft aangemeld voor de opleiding. Hij stelt dan ook alles in het werk om de nieuwe rekruten weg te pesten. De andere leden van de academie proberen dan ook Harris te vernederen.
In de tweede en derde film deed Harris niet mee, maar in de vierde keerde hij weer terug. Hij was toen inmiddels gepromoveerd tot kapitein, en werd vanaf deze film bijgestaan door zijn onhandige hulpje Proctor, waardoor hij elke keer weer in de problemen komt. Vanaf de vierde film is hij net als Mauser gebrand op een glansrijke carrière, en stelt alles in het werk om die te krijgen. Zo probeert hij in de vijfde film Eric Lassard weg te werken zodat hij de academie kan overnemen.
Harris’ grootste tegenstanders zijn Carey Mahoney en Nick Lassard, die er mede voor zorgen dat al Harris’ plannen mislukken.
Harris bekendste uitspraak is "Move it! Move it! Move it!"

## Mauser
Mauser neemt in de tweede en derde film de rol van Harris over. In de tweede film is hij luitenant, en werkzaam op het bureau waar ook de rekruten uit de eerste film tewerk worden gesteld. Het liefst zou hij het bureau leiden, en probeert dit op elke mogelijke manier te bereiken. Zo ondermijnt hij het werk van de agenten, zodat Peter Lassard (die op dat moment het gebouw leidt), ontslagen wordt en Mauser zijn promotie krijgt.
In de derde film is Mauser gepromoveerd tot Commandant en heeft de leiding over een andere politieacademie. Wanneer een van de twee academies moet sluiten, probeert hij uit alle macht ervoor te zorgen dat Lassards academie dicht moet. Mausers academie is een stuk strenger en meer militair ingericht dan Lassards academie.
De reden dat Mauser na de derde film niet meer meedeed was omdat acteur Art Metrano in de derde film gewond raakte en niet voor de vierde film terug kon komen.

## Proctor

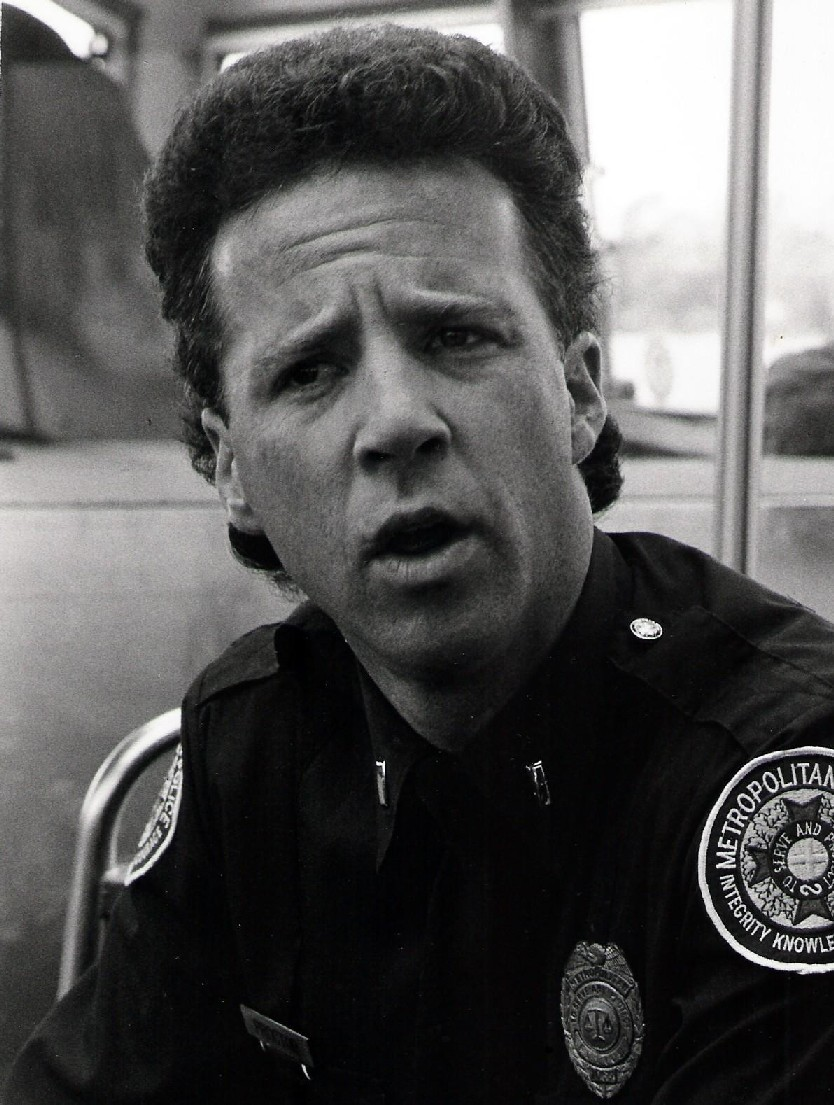
Proctor

Proctor is in de 2e t/m 6e film de persoonlijke assistent van Mauser en Harris. Hij heeft zelf niet echt ambities voor een carrière. Proctor staat vooral bekend om zijn domheid. Hij is dan ook meer een hinder dan een hulp voor Mauser en Harris. Zijn domheid neemt in de loop van de films duidelijk toe. In de 2e film doet hij nog weleens het juiste, maar in de 5e film krijgt hij eigenlijk niets meer voor elkaar.

## Chad Copeland
Copeland is in de eerste film een rekruut aan de academie. In tegenstelling tot de meeste rekruten kan Harris hem en Blankes wel waarderen, en maakt ze tot zijn persoonlijke hulpjes om de andere rekruten weg te pesten. Beiden doen braaf wat Harris hun beveelt, en zijn daarom eveneens het mikpunt van veel grappen.
In de derde film is Chad inmiddels sergeant en werkzaam aan Mausers academie. Hij en Blankes worden naar Lassards academie gestuurd om daar de trainingen te saboteren en te zorgen dat Mausers academie als beste uit de bus komt.
Copeland duikt in de vierde film nogmaals op als politieagent.

## Kyle Blankes
Blankes is de tweede helper van Harris in de eerste film, en van Mauser in de derde film. Zijn rol is gelijk aan die van Copeland, maar Blankes is meestal de leider van het duo.

## Henry J. Hurst
Henry J. Hurst is hoofdcommissaris en daarmee hoogste in rang. Hij heeft het toezicht over alle politieactiviteit in de naamloze stad waar de meeste film zich afspelen. Hij is er een van de oude garde die alles ook écht op z'n ouderwets wil doen, het nieuwe idee van de burgemeester bevalt hem daarom ook helemaal niet. In de eerste film wil hij net als Harris de nieuwe rekruten zo snel mogelijk wegwerken.
Hursts rol varieert per film. In sommige film is hij een sympathiek figuur die aan de kant van de hoofdpersonen staat, maar hij laat zich som ook ompraten door Harris om beslissingen te nemen tegen de hoofdpersonen.
Hurst komt in zes van de zeven films van Police Academy voor. 

## Mrs. Fackler
De vrouw van Douglas Fackler. Ze verzet zich in de eerste film met hand en tand tegen het plan van Douglas om bij de politie te gaan. In de derde film draaien de rollen om en wil ze zelf bij de politie. Bekend is de scène dat ze op de motorkap van Douglas auto springt, maar deze gewoon doorrijdt en ze de hele weg naar de academie op de motorkap doorbrengt.

## De familie Kirkland
De nogal ongewone Familie Kirkland werd geïntroduceerd in de tweede film toen Tackleberry verliefd werd op Kathleen. Na hun huwelijk werd dit Tackleberry’s schoonfamilie.

### Kathleen Kirkland
In de tweede film is ze de partner van Tackleberry tijdens diens eerste dagen als agent. De twee krijgen al snel een relatie en trouwen aan het einde van de film.

### Max Kirkland
Max Kirkland is Kathleens vader en daarmee Tackleberry’s schoonvader. Hij is een goede bokser en zat in 1944 bij de SeaBees van de Amerikaanse marine, waar hij kampioen middelgewicht werd. In de vierde film wilde hij deelnemen aan het C.O.P. programma. In de zesde film had hij nog een kort gastoptreden.
Max en Bud gaan geregeld met elkaar op de vuist: niet vanwege een ruzie, maar gewoon voor de lol.

### Bud Kirkland
Bud Kirkland is Kathleens broer en Tackleberry’s zwager. Hij is ook een bokser die bij elke mogelijke gelegenheid op de vuist gaat met zijn vader. Hij zat o.a. in het boxteam van zijn middelbare school. In de derde film wordt hij rekruut bij de politie, en wint het bokstoernooi dat op de academie wordt gehouden.

### Mrs. Kirkland
De moeder van Kathleen en schoonmoeder van Tackleberry. Ze trekt zich niet veel aan van het gedrag van haar zoon en man, en bekommert zich voornamelijk om het eten.

## Nogata
Nogata is een Japanse agent die in de derde film werd weggestuurd van Mausers academie omdat Mauser niets van hem moest weten. Hij ging naar Lassards academie en kreeg daar een relatie met Callahan.
In de vierde film is Nogata een vertegenwoordiger van de Japanse politie op een conferentie waar Eric Lassard zijn C.O.P. project aanprijst.

## Tommy 'House' Conklin
Tommy is een gezette man die in deel 4 de speciale burgertraining van Eric Lassards nieuwste project ondergaat. In deel 5 werkt hij echter ineens bij de politie. House is zwaar, dik en sterk, en hij kan vijanden makkelijk uitschakelen.